# Ctenus pulchriventris
Ctenus pulchriventris är en spindelart som först beskrevs av Simon 1897.  Ctenus pulchriventris ingår i släktet Ctenus och familjen Ctenidae. Inga underarter finns listade i Catalogue of Life.